# Jelovica
Jelovica (en serbe cyrillique : Јеловица) est un village de Serbie situé dans la municipalité de Pirot, district de Pirot. Au recensement de 2011, il comptait 88 habitants.

## Démographie

### Évolution historique de la population
| 1948 | 1953 | 1961 | 1971 | 1981 | 1991 | 2002 | 2011 |
| ---- | ---- | ---- | ---- | ---- | ---- | ---- | ---- |
| 454  | 450  | 571  | 399  | 250  | 182  | 113  | 88   |

|  |